# Lista de membros da Royal Society eleitos em 1956
Esta página lista Membros da Royal Society eleitos em 1956.

## Foreign Members (ForMemRS)
1. Kaj Ulrik Linderstrøm-Lang[24]
2. Hans Pettersson[25]
3. Robert Burns Woodward[26]
4. Frits Zernike[27]

## Royal Fellow
- Isabel Bowes-Lyon[1]